# Thaumastoderma moebjergi
Thaumastoderma moebjergi is een buikharige uit de familie Thaumastodermatidae. Het dier komt uit het geslacht Thaumastoderma. Thaumastoderma moebjergi werd in 2004 voor het eerst wetenschappelijk beschreven door Clausen. 